# Đồng Hới (phường)
Đồng Hới là một phường thuộc tỉnh Quảng Trị, Việt Nam được thành lập ngày 16 tháng 6 năm 2025 trong đợt cải cách thể chế Việt Nam 2024–2025 dựa trên sự sáp nhập của các đơn vị hành chính cũ bao gồm phường Đức Ninh Đông, phường Đồng Hải, phường Đồng Phú, phường Phú Hải, phường Hải Thành, phường Nam Lý, xã Bảo Ninh, xã Đức Ninh